# Microsoft Excel
Microsoft Excel je program za tablično računanje, proizvod kompanije Microsoft, sastavni je dio programskog paketa Microsoft Office.

## Namjena
Microsoft Excel uglavnom služi za rješavanje problema matematičkog tipa pomoću tablica i polja koje je moguće povezivati različitim formulama. Može poslužiti i za izradu jednostavnijih baza podataka (program koji služi za izradu složenijih baza podataka je Microsoft Access). Na temelju unesenih podataka, lako iz tablica može stvarati grafikone.Također omogućuje dodavanje različitih objekata: tablica, slika, grafikona... Česta mu je primjena u uredima, gdje služi za izradu troškovnika,obračuna i sl. MS excel se sastoji od redaka i stupaca. Sjecište redaka i stupaca nazivaju se ćelije.

## Inačice
Microsoft Excel 95, 97, 2003, 2007, 2010, 2013, 2016, 2019, 2021.

## Datotečni formati
Osnovni format koji Microsoft Excel rabi za spremanje svojih dokumenata je Excelova radna knjiga (XLS) a datotekama dodaje ekstenziju .xls, te Excelova proračunska tablica (XML). Može spremiti i kao Excelov predložak (XLT) i u mnogim drugim formatima. Microsoft Excel 2007 i noviji kao osnovni format koriste .xlsx. Format datoteke koja sadrži VBA makronaredbu je .xlsm.

## Vanjske poveznice
- Microsoft Excel 2010
- Microsoft Excel 2013 za početnike s primjerima i slikovitim praćenjem - korak po korak  Arhivirana inačica izvorne stranice od 20. listopada 2014. (Wayback Machine)